# Museo de Ciencia de Hong Kong
El Museo de Ciencia de Hong Kong (en chino, 香港科學館) es un museo de ciencia situado en Tsim Sha Tsui, Kowloon, Hong Kong, junto al Museo de Historia de Hong Kong.

## Historia
El Museo de Ciencia de Hong Kong fue concebido por el Urban Council en 1976, que contrató al estudio estadounidense E. Verner Johnson and Associates en 1984 para ayudar a planificar el museo. Posteriormente fueron contratados otros tres estudios de diseño más para que trabajaran en las exposiciones: West Office Design, Toshihiko Sakow Associates y Levy Design. En 1986, el Urban Council contrató al estudio de arquitectura de Hong Kong Palmer and Turner para que diseñara el edificio, que fue construido por Leighton Contractors (Asia) Limited.
Las obras empezaron en marzo de 1988 y se completaron en noviembre de 1990. El museo costó 340 millones de dólares de Hong Kong, y fue inaugurado oficialmente por el gobernador David Wilson y el presidente del Urban Council Hugh Moss Gerald Forsgate el 18 de abril de 1991. En 2000 el Urban Council fue disuelto, y la gestión del museo pasó a ser competencia del recién creado Leisure and Cultural Services Department.

## Exposiciones

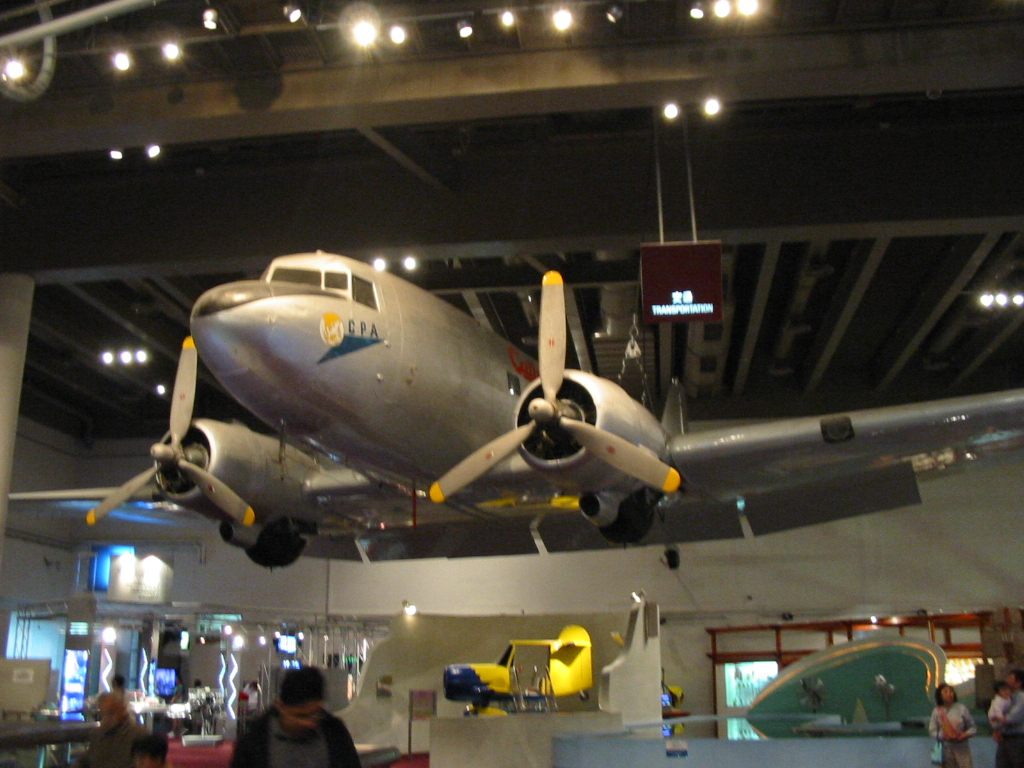
Cathay Pacific Douglas DC-3 en el Museo de Ciencia de Hong Kong

El museo tiene el primer Douglas DC-3 de Cathay Pacific suspendido del techo. Los artículos de exposición más populares para los niños son una zona de computadores, un coche real (pero estacionario) que los visitantes pueden conducir en una simulación evitando accidentes, el exceso de velocidad y un excesivo consumo de combustible, y una pequeña aeronave estacionaria de tamaño natural con un vídeo de un vuelo alrededor de Hong Kong reproduciéndose dentro de la cabina.
La zona de exposiciones permanentes cuenta con unos quinientos expositores. El objeto más destacado es una escultura de bola rodante de 22 metros de altura, la más grande de su clase en el mundo. Un total de dieciocho galerías cubren una amplia variedad de temas de ciencia y tecnología como la luz, el sonido, el movimiento, la electricidad y el magnetismo, las matemáticas, las ciencias de la vida, la geografía, la meteorología, los computadores, el transporte, las comunicaciones, la alimentación, la energía y la tecnología para el hogar. Aproximadamente el ochenta por ciento de las exposiciones son participativas, de manera que los visitantes pueden aprender mediante participación directa.
El personal del museo también realiza demostraciones diarias en vivo, muchas de las cuales están diseñadas para los más pequeños.

## Transporte
El museo está a poca distancia de la Estación de Hung Hom del Metro de Hong Kong.